# شهرستان سامرست (پنسیلوانیا)
شهرستان سامرست، پنسیلوانیا (به انگلیسی: Somerset County, Pennsylvania) شهرستانی در ایالات متحده آمریکا است که در پنسیلوانیا واقع شده‌است.

## خصوصیات
شهرستان سامرست ۲٬۷۹۹٫۷۹ کیلومترمربع مساحت دارد.